# Gipf (spel)

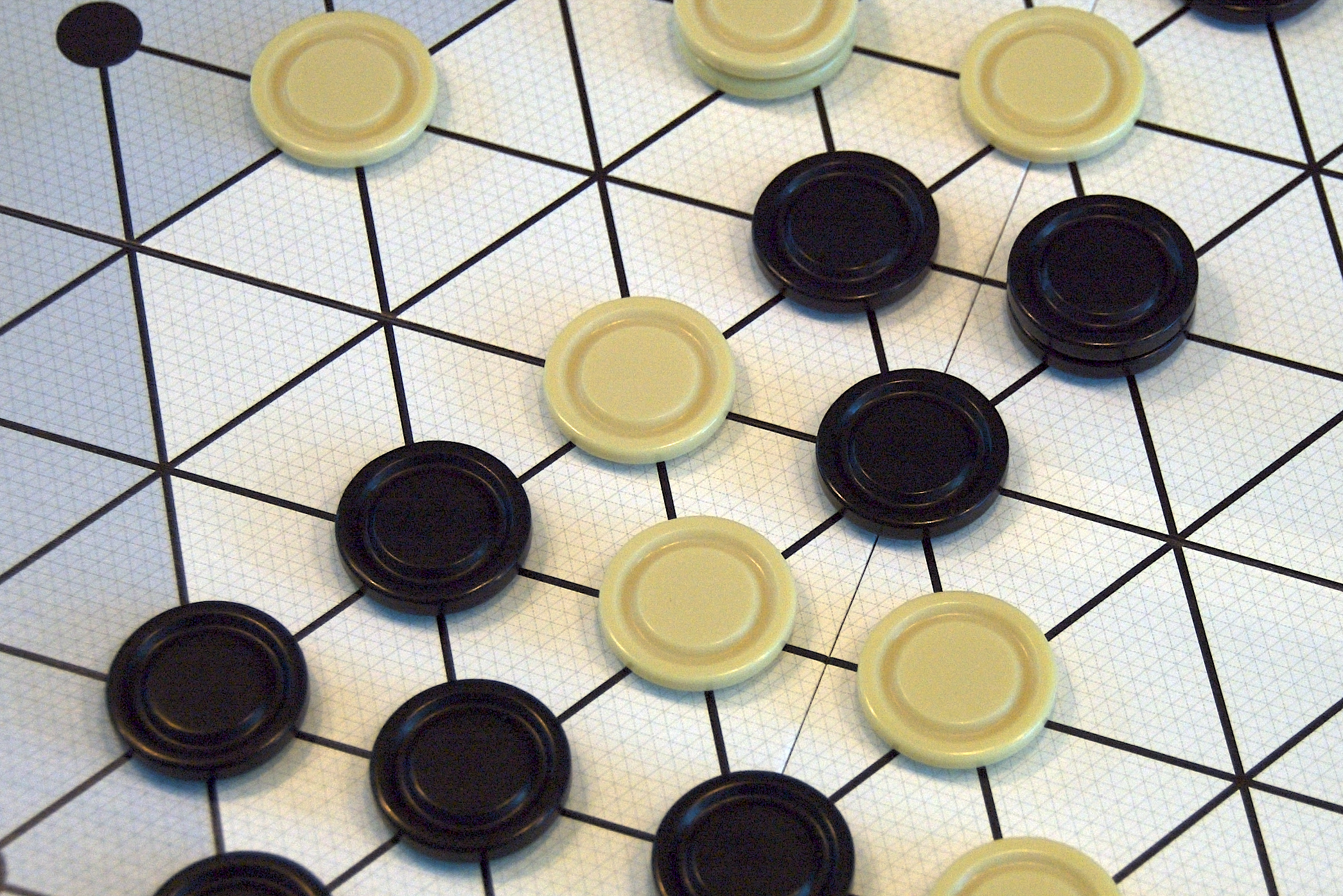
Detail van de Gipf stukken en het Gipf bord

Gipf is een abstract spel van de Belgische spelontwerper Kris Burm. Het spel maakt deel uit van een reeks abstracte spelen die gekoppeld kunnen worden. Deze reeks wordt Project Gipf genoemd. Gipf is het eerste en centrale spel in de reeks. De volledige reeks bestaat uit de spellen Gipf, Tzaar, Yinsh, Zèrtz, Dvonn, Pünct en Lyngk. Oorspronkelijk maakte het spel Tamsk ook deel uit van de reeks, maar omdat de ontwerper niet gelukkig was met dit spel, werd dit in 2007 vervangen door Tzaar.
Het spel Gipf behaalde internationaal verschillende prijzen, net als de hele Project Gipf-reeks. Gipf stond op de lijst van Spiel des Jahres 1998, was genomineerd voor de Belgian Toy Award, en werd verkozen tot Best Abstract Game 1998, volgens Games Magazine USA.
Het spel werd in 1998 uitgebracht bij Schmidt Spiele. Er kwam een einde aan de samenwerking en Don & Co NV, het bedrijf van de ontwerper, nam de productie, verdeling en promotie van het spel voor eigen rekening. In 2006 werd het project Gipf verkocht aan Smart NV. Sinds 2017 heeft de reeks onderdak bij Huch & Friends, in het Nederlands taalgebied uitgegeven door 999 Games.
De naam Gipf is afgeleid van het Duitse Gipfel, dat Burm leerde tijdens een bergwandelvakantie.

## Spelregels

### Doel van het spel
In de basisversie van het spel is de winnaar degene die het als eerste onmogelijk maakt voor zijn tegenstander om een zet uit te voeren.
In de tournamentversie is er een bijkomende mogelijkheid om te winnen. Behalve de winnende conditie uit de basisversie wint een speler ook als hij als eerste alle gipfstenen van zijn tegenstander slaat.

### De stukken en het bord
Gipf wordt gespeeld op een zeshoekig bord met kruisende lijnen. De kruispunten van die lijnen vormen 37 punten. Buiten het speelveld, aan de begin- en eindpunten van de lijnen, liggen 24 stippen. Deze dienen om een stuk te positioneren alvorens het in het spel gebracht wordt. De lijnen geven aan in welke richting de stukken kunnen verschoven worden.
Elke speler krijgt 18 ofwel witte, ofwel zwarte speelstukken. Wanneer er twee stukken gestapeld worden, creëert men een zogenaamd Gipf-stuk (te vergelijken met een dam bij het dammen). Stukken die niet in het spel zijn worden reserve genoemd.

### Plaatsen van een steen op het bord
Om een steen op het bord te brengen, plaatst de speler zijn stuk eerst op een van de stippen, buiten het speelveld. Daarna schuift hij het speelstuk over een lijn naar een punt. Als daar al op dat punt al een steen ligt, dan wordt ook deze over de lijn naar het volgende punt geduwd. Als ook daar al een steen ligt, dan gebeurt hetzelfde met deze steen. Het verderduwen van stenen gebeurt altijd in een rechte lijn.
Het is niet toegelaten om een speelstuk aan de ander kant van het speelveld te duwen. Als alle punten van een lijn bezet zijn, dan liggen de stukken in de richting van die lijn geblokkeerd.

### Slaan van stenen
Wanneer vier stenen op een rij komen te liggen, worden ze weggenomen van het bord samen met alle aanliggende stenen. De aanliggende stenen moet in het verlengde liggen van de vier stenen en moeten tegen de vier stenen aanliggen zonder onderbreking. Het is ook mogelijk om eigen stenen te slaan. Als de witte speler vier witte stenen op een rij krijgt, dan neemt hij deze van het bord samen met de aanliggende (witte en zwarte) stenen. De eigen stenen gaan terug naar de reserve.
Wanneer er twee of meer vier-op-en-rijen gevormd worden, dan worden deze alle van het bord genomen. Als deze rijen stenen gemeenschappelijk hebben, met andere woorden als ze elkaar kruisen, dan mag er gekozen worden welke rij eerst te verwijderen. Na de verwijdering wordt er gekeken of er nog een vier-op-een-rij blijft bestaan. Is dat niet meer het geval, dan is de beurt beëindigd.

## Strategie
Het is belangrijk om de spelsituatie vanuit alle zijden van het bord te bekijken. Een zet aan de ene kant van het bord kan ernstige gevolgen hebben aan de andere kant.
Speelstukken op het bord zijn agressiever dan stukken in je reserve. Daarom is het verstandig om zo veel mogelijk stukken op het bord te laten staan. Een tegenstander kan verzwakt worden door een vier-op-een-rij te maken voor hem. Hij is daardoor verplicht zijn stukken van het bord te nemen.
Bij de aanvang van het spel is de reserve niet zo belangrijk. Maar naarmate het spel vordert verandert dat. Vaak eindigt een spel omdat de ene speler precies één steen meer in zijn reserve heeft dan de tegenstander. Dit is trouwens niet altijd omdat hij minder stenen verloren heeft.
In de handleiding bij het spel wordt gesuggereerd dat 3 of 4 GIPF-stukken een goed aantal is om mee te starten. Meer Gipf-stukken betekent meer aanvalskracht, maar ook minder stukken in de reserve van de speler. Ondanks deze suggestie is het bekend dat de regerend wereldkampioen slechts met één Gipf-stuk speelt.
Net als een aantal andere abstracte spelen (zoals schaken) is het centrum van het bord een sterke aanvalspositie. Het middelpunt is echter moeilijk te controleren als er rijen van het bord weggenomen worden en er dus “gaten” verschijnen. Bovendien kan het centrum gemakkelijker van verschillende zijden aangevallen worden.
Soms is het voor een speler verstandig om een eigen gipf-stuk van het bord te nemen. Daardoor krijgt hij meer stukken in zijn reserve. Dit is vooral wanneer zijn tegenstander meer stenen geslagen heeft.

## Potentiëlen
Het is mogelijk, maar niet verplicht, om het Gipf-spel aan te vullen met potentiëlen. Dat zijn speciale stenen met extra mogelijkheden (bv. een extra beurt, maken van een sprong, enz...). De potentiëlen zijn genoemd naar de andere spelen van het Project Gipf, met name Zèrtz-potentieel, Tamsk-potentieel, enz...
Dankzij deze potentiëlen kan je andere spellen aan Gipf koppelen. Om gebruik te maken van het potentieel (bv. over een stuk van de tegenstander springen) moet je het gekoppelde spel winnen. In regel moet je een spel Zèrtz winnen om het zèrtz-potentieel te mogen gebruiken. Maar je zou kunnen afspreken dat je een partij badminton, blad-steen-schaar, of een ander spel moet winnen.